# De Zuid-Limburger (Kerkrade)
De Zuid-Limburger was een Rooms-katholieke krant, die op 8 juli 1916 voor het eerst verscheen te Kerkrade in Nederlands Limburg.

## Geschiedenis
De eerste tien edities was de krant nog een weekblad, vanaf de elfde uitgave verscheen het drie keer per week. Het nieuwe blad werd uitgegeven door de Naamloze Vennootschap "De Zuid-Limburger". Koninklijke goedkeuring van het naamloze vennootschap volgde op 14 maart 1917.
Financiële hulp voor de oprichting kwam voornamelijk van de Katholieke Mijnwerkers Bond. Oprichter en eerste hoofdredacteur was Dr. Verhagen (Neerlandicus en priester-leraar aan het gymnasium Rolduc). De artikelen in de krant, en die van Verhagen in het bijzonder, werden door collega-journalisten zeer gewaardeerd.
In 1938 daagde het bedrijf Unilever de krant voor de rechter, naar aanleiding van een kritisch stuk over de macht van commerciële bedrijven, waarin Unilever werd genoemd als sprekend voorbeeld. Unilever verloor het kort geding, en ging direct daarop in hoger beroep.
Met de oorlogsdreiging in het achterhoofd, en de behoefte aan actualiteit bij haar lezers besloot de krant eind 1939 van driemaal per week voortaan dagelijks te gaan uitgeven. Net als elke andere krant ten tijde van de Tweede Wereldoorlog zag de redactie van De Zuid-Limburger zich vanaf 1940 genoodzaakt om voorzichtiger te zijn met wat gepubliceerd werd. Toch bleef de krant teksten publiceren vanuit de hogere Rooms Katholieke kerkleiding, die al sinds 1936 fel tegen het lidmaatschap van de NSB was. In januari 1941 stuurde het Nederlandse episcopaat een brief met instructies naar alle parochies en Rooms katholieke bladen. Vanwege enkele anti-NSB-passages verbood de Duitse bezetter aan alle kranten om de brief in zijn geheel te publiceren. De Zuid-Limburger negeerde de opdracht, en werd na publicatie voor de keus gesteld van ofwel het betalen van een boete, ofwel een verschijningsverbod. De redactie besloot op 9 februari 1941 tot het laatste.
Het eerste nummer na de bevrijding van Limburg verscheen op 4 november 1944. Door een gebrek aan middelen besloot men tot een wekelijkse uitgave. Het kantoor van de krant aan hoofdstraat 13, dat in de oorlog verwoest was, werd herbouwd en in 1948 feestelijk heropend.
Na de oorlog verfriste de krant nog enige tijd onder redactie van Hans Berghuis (dichter, enkele bundels van hem verschenen bij Querido en journalist).
In de jaren 1960 werd de krant opgekocht door De Limburger, die er een gratis huis-aan-huisblad van maakte. Op 1 januari 2010 fuseerde het blad met zusterblad De Trompetter. Het nieuwe blad verscheen onder de samengestelde naam De trompetter/De Zuid Limburger.

## Hoofdredacteur
De hoofdredacteur van de krant was achtereenvolgens, in antichronologische volgorde:
- Roland Dear (NWG, zeker in de periode 2006 - 2007)
- Tot 2005: Marcel Beumers
- Na 1994: Peter Nilwik
- Ed te Poel
- Pierre Hanssen
- Frits Sprokel
- Lei Buck
- Herman Sips
- Vanaf 1916: Antoon Bovendeert
- 1916: Henricus Verhagen